# Simple Knowledge Organization System
Simple Knowledge Organization System (SKOS) és un vocabulari RDF per representar sistemes d'organització del coneixement com ara tesaurus, taxonomies, esquemes de classificació o llistes de paraules clau. En SKOS, els conceptes usats en aquests sistemes es poden identificar mitjançant URIs, se'ls pot donar noms en un o més llenguatges naturals, es poden organitzar en jerarquies informals i relacionar amb d'altres conceptes. SKOS fou desenvolupat pel W3C i adoptat com a estàndard el 2009.

## Termes principals de l'SKOS
A continuació s'expliquen alguns dels termes principals de l'SKOS. L'espai de noms del vocabulari SKOS és http://www.w3.org/2004/02/skos/core# i el seu prefix és skos. Aquest vocabulari usa també conceptes definits en el vocabulari RDF, que té l'espai de noms {{format ref}} http://www.w3.org/1999/02/22-rdf-syntax-ns# i el prefix rdf.

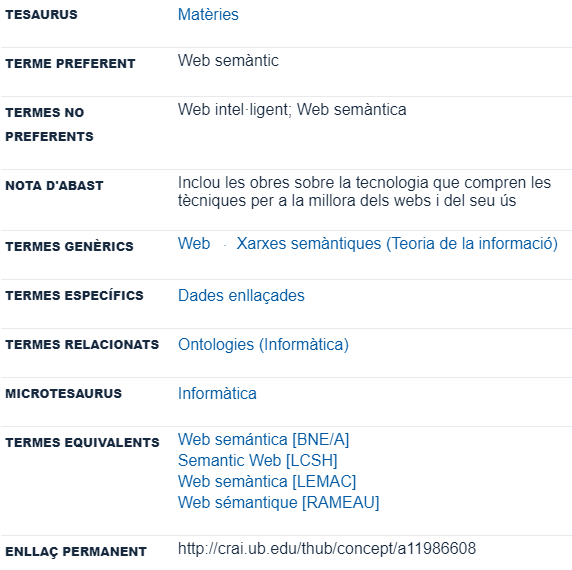
Fragment de la entrada Web semàntic al tesaurus de la UB.

Els exemples es referiran al tesaurus de la Universitat de Barcelona, que s'ha formalitzat usant SKOS. L'espai de noms és {{format ref}} http://crai.ub.edu/thub/concept/ i el seu prefix serà thub. La figura mostra el fragment de la pàgina web corresponent a l'entrada Web semàntic del tesaurus. Aquesta entrada té l'URI http://crai.ub.edu/thub/concept/a11986608. Des de la mateixa pàgina es pot obtenir la serialització de les seves dades RDF en RDF/XML i JSON-LD.

### La classe Concept
La classe skos:Concept permet definir que un recurs, identificat mitjançant un URI, és una instància de la classe Concept. En l'exemple, trobem:
thub:a11986608 rdf:type skos:Concept
que ens permet indicar que el recurs (en aquest cas, una entrada del tesaurus) identificat per l'URI thub:a11986608 és una instància de skos:Concept.

### Les propietats prefLabel, altLabel i hiddenLabel
Aquestes propietats són una subpropietat de rdsf:label i ens permeten indicar els noms d'un concepte en una certa llengua. La propietat prefLabel indica el nom preferit del concepte, la altLabel indica un sinònim i la hiddenLabel indica un nom a usar per la indexació i la cerca.
En l'exemple trobem:
thub:a11986608 skos:prefLabel "Web semàntic"@ca
thub:a11986608 skos:prefLabel "Semantic web"@en
thub:a11986608 skos:prefLabel "Web semántica"@es
thub:a11986608 skos:prefLabel "Web sémantique"@fr
thub:a11986608 skos:altLabel "Web intel·ligent"@ca
thub:a11986608 skos:altLabel "Web semàntica"@ca
que defineox el nom de l'entrada del tesaurus en quatre llengües, i dos sinònims en català.

### Les propietats broader i narrower
Aquestes propietats s'usen per indicar que un concepte és més (broader) o menys (narrower) general que un altre. En aquest context, s'entén que és més/menys general si és un supertipus/subtipus o agregat/part d'un altre.
En l'exemple trobem:
thub:a11986608 skos:narrower thub:a13492500
thub:a11986608 skos:broader thub:a11821152
thub:a11986608 skos:broader thub:a12051615
on el primer indica que Dades enllaçades (thub:a13492500) és menys general que Web semàntic, i els altres dos que Web (thub:a11821152) i Xarxes semàntiques (Teoria de la informació) (thub:a12051615) són més generals que Web semàntic.

### La propietat related
La propietat skos:related s'usa per indicar que dos conceptes tenen alguna relació, sense especificar quina és exactament.
En l'exemple trobem:
thub:a11986608 skos:related thub:a13093058
on thub:a13093058 és l'entrada corresponent a Ontologies (Informàtica).